# Домна (река)
Домна — река в Читинском районе Забайкальского края, левый приток Ингоды.

## География
Длина реки составляет 34 км. Берёт начало на Яблоновом хребте, на южном склоне горы Палласа (гора поделена между бассейнами трёх рек из числа двенадцати длиннейших рек мира: Енисея, Лены и Амура). От истока течёт немного на юго-восток, затем поворачивает на юго-запад. В среднем течении вновь устремляется на юго-восток. Впадает в Ингоду по левому берегу в селе Домна (276 км от устья).
В низовьях русло разделяется на рукава. Основной приток — Домна-Малая (правый, длина 16 км).
В нижнем течении реку пересекают Транссибирская ж.-д. магистраль и автодорога «Байкал» (Иркутск — Чита). В бассейне реки также находится село Домно-Ключи.
В реке представлены рыбы амурского ихтиологического комплекса. Преобладающие виды: амурский хариус, обыкновенный гольян, обыкновенный пескарь, ленок.

## Данные водного реестра
По данным государственного водного реестра России относится к Амурскому бассейновому округу.
Код объекта в государственном водном реестре — 20030100112118100010291.